# 胜利十一人2017
《胜利十一人2017》是一款由科乐美公司制作和发行的足球类游戏。本游戏于2016年9月13日在北美地区PlayStation 4及多个平台发行，于2016年9月15日在欧洲和日本地区发行。
《胜利十一人2017》的特点是采用了人工智能。每位球员具有各自的特征。此外本作是系列首次加入官方中文的比赛解说，包括了粤语和普通话；粤语版由伍家謙与馬啓仁但当解说员，普通话版由王涛和苗锟担任。其中王涛在此前多款《胜利十一人》的民间汉化版中都担任解说员配音。
《胜利十一人2017》得到正面的评价。Metacritic给予本游戏87/100的分数。